# Motte Altenburg

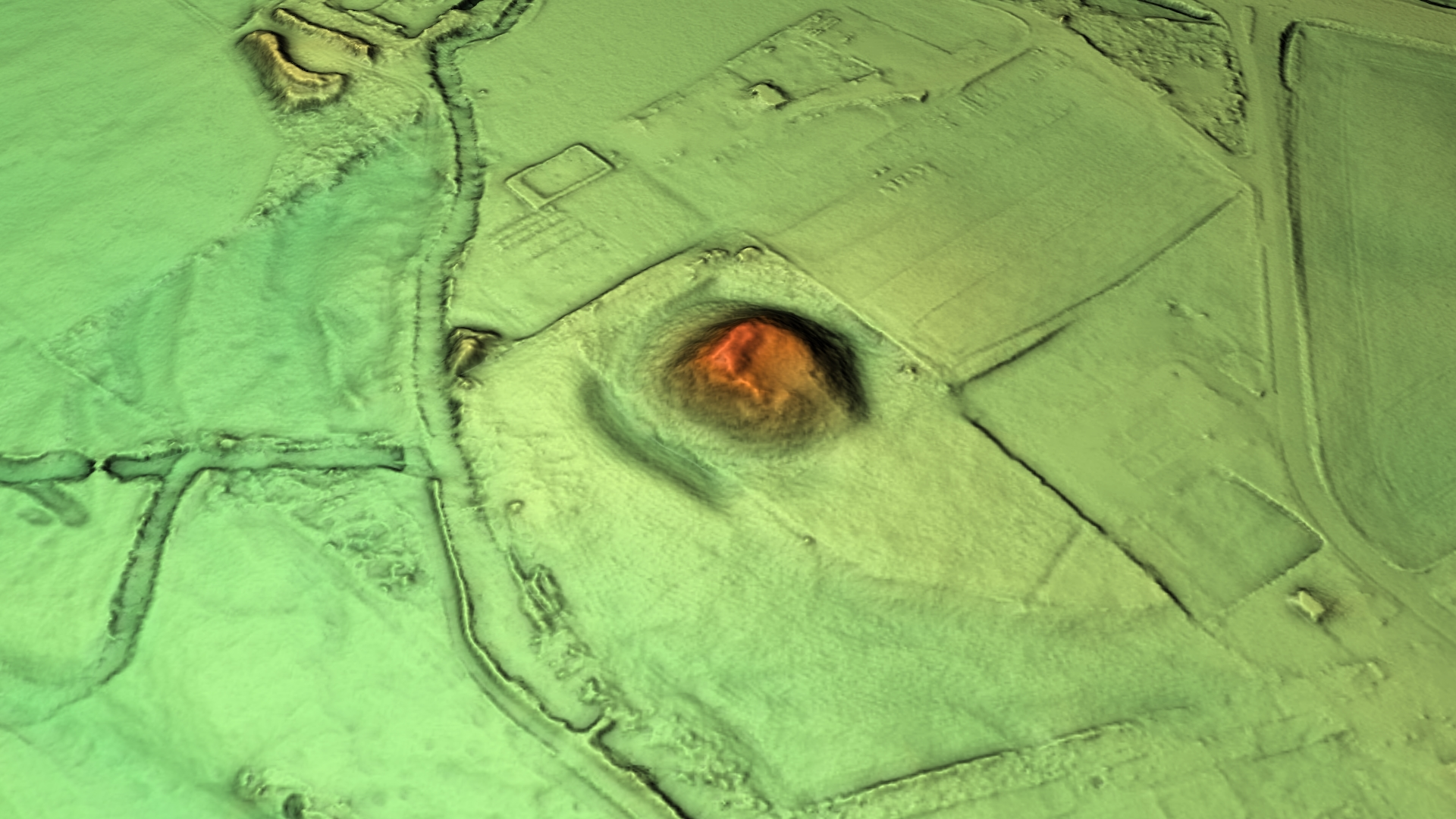
3D-Ansicht des digitalen Geländemodells

Die Motte Altenburg im Jülicher Ortsteil Altenburg im Kreis Düren in Nordrhein-Westfalen ist eine abgegangene Turmhügelburg (Motte) der Jülicher Grafen und heute ein Bodendenkmal.

## Beschreibung
Vom ursprünglich vorhandenen Bau ist fast nichts mehr vorhanden, lediglich der für eine Motte charakteristische, heute baumbestandene Erdhügel und der Rest des ihn umgebenden Grabens heben sich nordwestlich des Dorfes deutlich aus einer Weide hervor, von der Bundesstraße 56 ist sie in Fahrtrichtung Düren auf der rechten Seite gut auszumachen. Es ist anzunehmen, dass die Altenburger Befestigung als für das Hochmittelalter typische Motte ausgelegt war. Vermutlich krönte den künstlichen Burghügel ein hölzerner oder steinerner Turm, der von einer Vorburg aus Palisaden und Erdwällen umgeben war. Geringe Mauerreste lassen vermuten, dass die Hauptburg auf dem Erdhügel auch eine steinerne Umfassungsmauer besaß, die zum Teil aus römischen Ziegelresten besteht. In der Mitte des Burghügels kam bei Grabungen 1896 zudem ein Brunnen mit einer Einfassung aus Tuff zum Vorschein. Topographische Karten vom Beginn des 19. Jahrhunderts zeigen um den Mottenhügel, der etwa 85 Meter Durchmesser hat, noch einen doppelten Wassergraben, der heute verlandet ist und durch einen Seitenarm der Rur von Südwesten her gespeist wurde. Im Nordosten schloss sich der Hauptburg eine Vorburg an, die etwa 20 Meter breit und 50 Meter lang war, ihr rechteckiger Grundriss hebt sich noch schwach im Gelände ab. Bis zum Ende des 19. Jahrhunderts waren an den Eckpunkten der Vorburg die Reste der Fundamente zweier steinerner Rundtürme erkennbar.

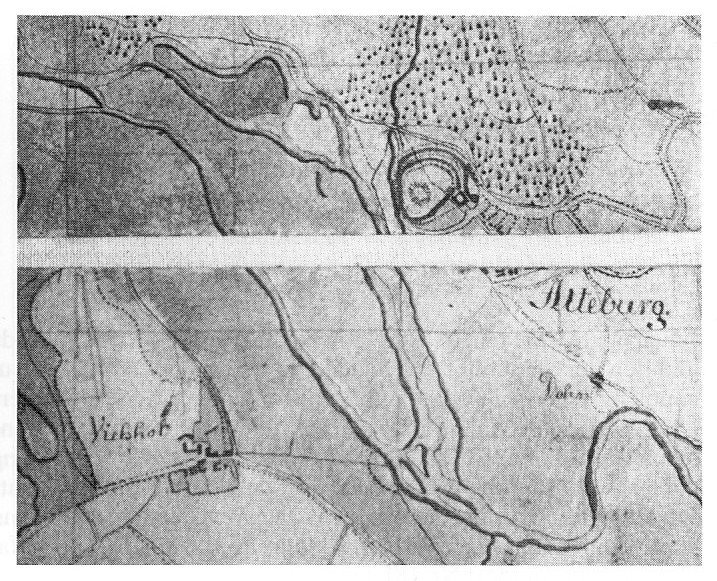
Altenburg Anfang des 19. Jahrhunderts, deutlich ist die Motte zu erkennen

## Geschichte
Von der Geschichte der Burg ist nicht viel bekannt. In ihrem Vorfeld fanden sich bei früheren Untersuchungen spätrömische Keramikreste, was darauf hindeuten könnte, dass hier eines der vielen Landgüter lag, welche um diese Zeit im Rheinland in großer Zahl existierten. Es ist unklar, ob die Besiedlung nach der Völkerwanderung fortdauerte, jedoch finden sich auch spätmittelalterliche Keramik- und Kachelfragmente, die bis in das 13. Jahrhundert reichen. Die Motte selbst entstand vermutlich im 12. Jahrhundert als Ergänzung und Verstärkung der Befestigungen im Raum Jülich während einer Phase des Machtzuwachses für die Grafschaft Jülich, als sie im heftigen Streit mit dem übermächtigen Erzbistum Köln stand, das damals die Vormacht in der Region darstellte. Zusammen mit dem spätantiken Kastell in Jülich sollte sie vermutlich die Rurlinie sichern und durchziehende Heere in ihrer Bewegungsfreiheit einschränken, manche wollen in ihr auch die Stammburg der Jülicher Grafen erkennen. Wahrscheinlich wurde die Motte im Zuge der Auseinandersetzungen mit dem Erzbischof irgendwann im Verlauf des 13. Jahrhunderts zerstört und nicht wieder aufgebaut, möglicherweise fällt ihr Ende mit der Verwüstung Jülichs 1278 zusammen. Vielleicht ereilte sie ihr Schicksal aber auch schon 1239, als schon einmal ein erzbischöfliches Heer die Umgebung Jülichs verheerte. Es ist nicht mit Sicherheit festzustellen, ob die Motte nahe einem bereits bestehenden Dorfe angelegt wurde oder ob sich in ihrem Schutz ein neues bildete, das auch nach der Zerstörung der Burg fortbestand und von ihr seinen Namen Altenburg erhielt. Es ist anzunehmen, dass der Graf die Motte nach dem Ende der Kölner Vorherrschaft nach der Schlacht bei Worringen 1288 und dem erheblichen Ausbau der Befestigung des nahe gelegenen Jülich Anfang des 14. Jahrhunderts nicht länger benötigte und deshalb von einem Wiederaufbau absah. Heute wird die Motte Altenburg als Bodendenkmal mit der Nummer 19 bei der Stadt Jülich geführt.